# Silver and Gold (албум на ASAP)
„Silver and Gold“ е албум на рок групата ASAP, създадена от китариста на Айрън Мейдън Ейдриън Смит през 1989 г. Това е техният първи и последен албум.

## Състав
- Ейдриън Смит – водеща, ритъм и акустична китара, вокал
- Анди Бърнет – китара, беквокали
- Дейв Коуел – китара, беквокали
- Ричард Йънг – клавишни
- Робин Клейтън – бас
- Зак Старки – барабани

|  | Тази страница частично или изцяло представлява превод на страницата Silver and Gold (ASAP album) и страницата Silver and Gold (A.S.A.P.) в Уикипедия на английски и италиански език. Оригиналните текстове, както и този превод, са защитени от Лиценза „Криейтив Комънс – Признание – Споделяне на споделеното“, а за творби, създадени преди юни 2009 година – от Лиценза за свободна документация на ГНУ. Прегледайте историята на редакциите на оригиналните страници тук и тук, за да видите списъка на техните съавтори. ВАЖНО: Този шаблон се отнася единствено до авторските права върху съдържанието на статията. Добавянето му не отменя изискването да се посочват конкретни източници на твърденията, които да бъдат благонадеждни. |